# 1978-as Formula–1 világbajnokság
Az 1978-as Formula–1-es szezon volt a 29. FIA Formula–1 világbajnoki szezon. 1978. január 15-étől október 8-áig tartott. A bajnok az amerikai Mario Andretti lett, ezzel pedig a mai napig az utolsó amerikai, aki világbajnoki címet, illetve futamot tudott nyerni. Konstruktőri bajnoki cím a Lotusé lett, amely egyben az utolsó volt a brit csapat számára. Ebben a szezonban rendeztek utoljára a pontversenybe be nem számító versenyeket, melyen F1-es szabályok szerint versenyeztek. A szezonnak halálos áldozata is volt, a svéd Ronnie Peterson az olasz nagydíjon, a rajtot követő balesetben vesztette életét.

## A szezon menete
1977 és 1978 telén a Lotus tökéletesítette a ground-effect koncepciójú autót, amelynek eredményeképpen a Lotus 79-es a sportág történetének egyik legdominánsabb autója lett. Ennek ellenére az évet a régi 78-assal kezdték. A csapat Ronnie Petersont alkalmazta Gunnar Nilsson helyett, első számú versenyzőjük Mario Andretti maradt. Ebben az évben mutatkozott be az Arrows csapat (Ricardo Patresével és Rolf Stommelennel), amelynek első autója a Shadow másolata volt, az évad közepén elkészült az első saját autójuk is. Niki Lauda a Brabhamhez igazolt, ahol John Watson csapattársa lett.

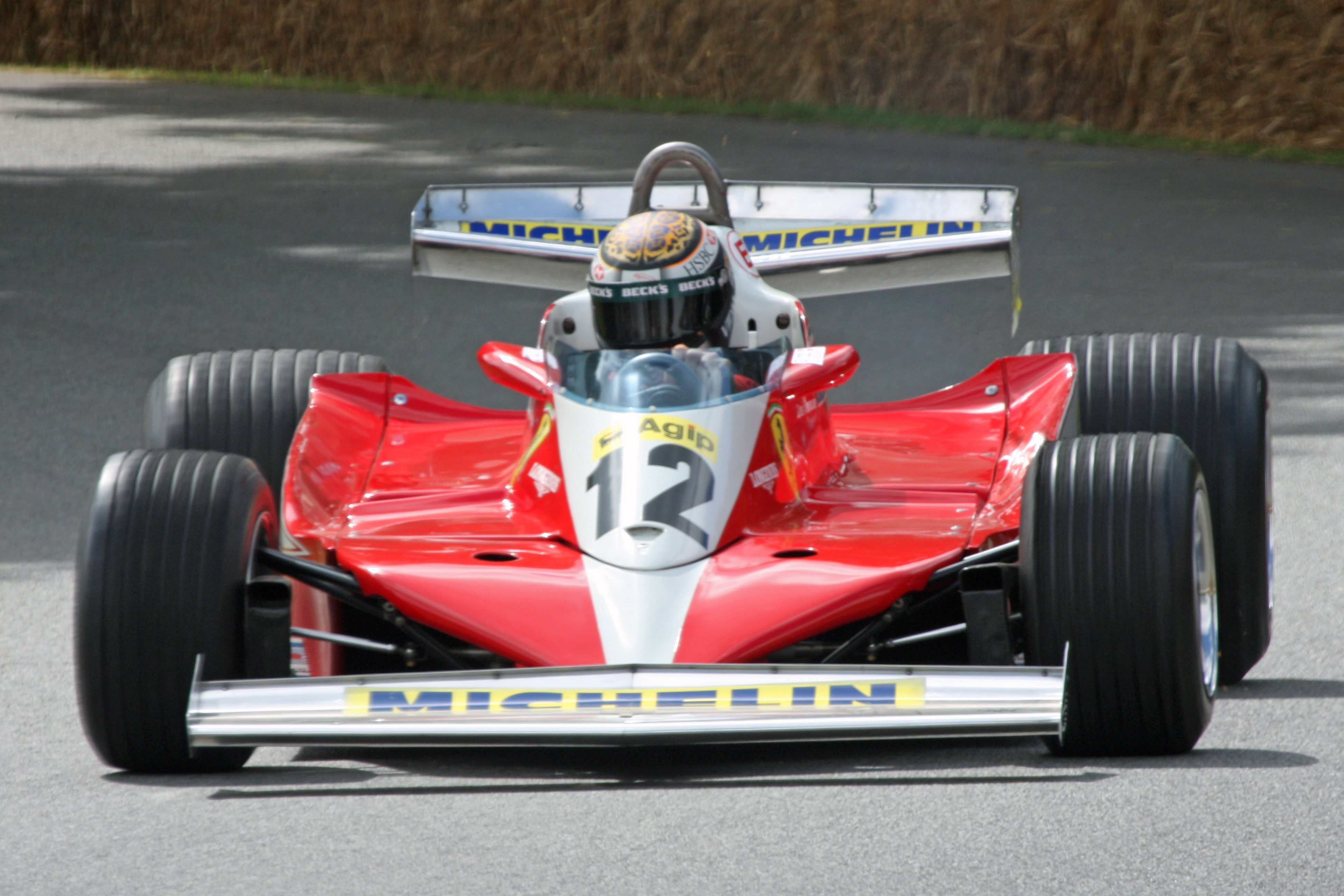
Ferrari 312T3

A Ferrari megépítette a 312T3-ast, valamint a Michelin gumiabroncsaira váltottak. Carlos Reutemann és Gilles Villeneuve volt a csapat versenyzője. A Ligier továbbra is csak Jacques Laffite-et nevezte be a versenyekre, míg a McLaren Patrick Tambayt igazolta le James Hunt mellé.
A Tyrrell a fiatal Didier Pironi szerződtette Peterson pótlására, emellett a csapat feladta a hatkerekű autó koncepcióját és visszatértek a megszokott négykerekű megoldásra.
A bajnokság Argentínában kezdődött, ahol Andretti szerezte meg a pole-t Lotusával, Reutemann a második, Peterson a harmadik helyről rajtolt. A start meglehetősen eseménytelen volt, Andretti és Reutemann könnyedén megtartotta első és második pozícióját, harmadiknak Watson jött fel, Peterson elé. Watson a 7. körben megelőzte Reutemannt, de Andretti utolérhetetlennek bizonyult. Reutemann egy ideig még tartotta harmadik helyét, majd elkezdett hátraesni a mezőnyben. A címvédő Lauda így harmadiknak jött fel, végül másodikként ért célba Watson motorhibájának köszönhetően. Andretti nyerte a versenyt, a dobogó legalsó fokára Patrick Depailler (Tyrrell) állhatott fel.

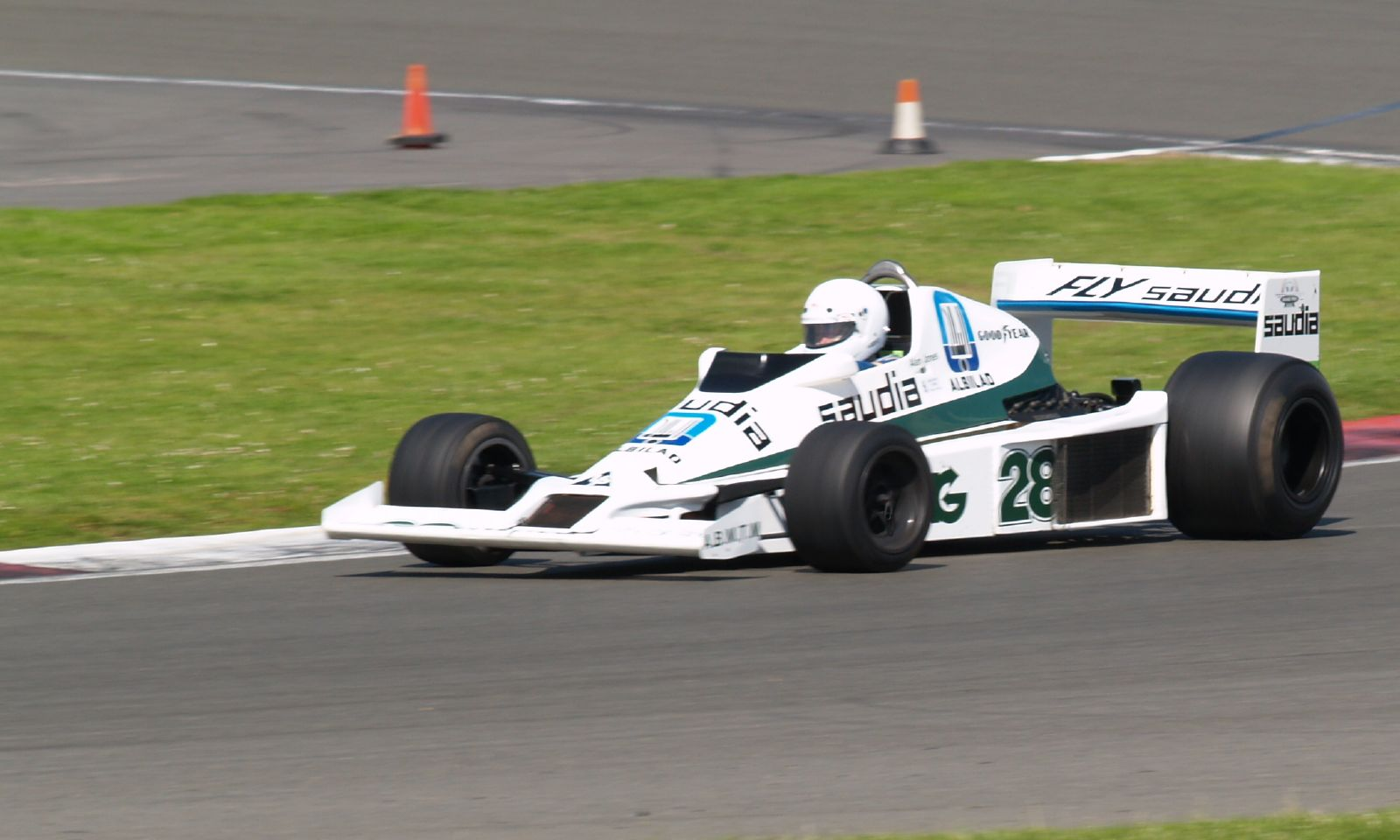
Williams FW06

A szezon második versenyét Brazíliában rendezték (új versenypályán, Jacarepaguában), ahol Petersoné lett a pole Hunt és Andretti előtt. Reutemann a rajt után mindhármuk elé került az első kanyar végére. Az argentint Hunt és Andretti követte, míg Peterson rossz rajtot vett és visszaesett. Hunt a második helyen haladt, míg ki nem kellett állnia gumikért, így Andrettié lett a helyezése, az amerikai viszont a verseny végén lelassult váltóprobléma miatt. Reutemann senkitől sem zavartatva győzött, a második helyen Emerson Fittipaldi ért célba testvére csapatával. Lauda lett a harmadik, a negyedik Andretti előtt.
Hosszú szünet után, Dél-Afrikában a címvédő Laudáé lett a pole a Brabhammel, mögüle Andretti és Hunt indult. A rajtnál Andretti szerezte meg a vezetést, majd elszakadt a mezőnytől. Lauda ezzel szemben Jody Scheckter Wolfja mögé került, majd Patrese is megelőzte 20 kör után. A verseny előrehaladtával Andretti és Scheckter is gumiproblémával küzdött, Patrese mindkettejüket megelőzte. Depailler a második helyre jött fel, Lauda elé, majd az osztrák motorhiba miatti kiesésének köszönhetően a harmadik hely Andrettié lett. Úgy tűnt, Patrese megnyerheti a versenyt, de motorhiba miatt kiesett, míg Depailler Tyrrellje füstölni kezdett. Andrettinek ki kellett állnia üzemanyagért, így csapattársa jött fel a második helyre. Peterson az utolsó körben megelőzte Depaillert, így győzött, mögötte Andretti és Watson ért célba.
A long Beach-i városi pályán, az USA-ban a Ferrarik domináltak: Reutemanné lett a pole Villeneuve, Lauda és Andretti előtt. A rajt utáni első kanyarban Villeneuve vette át a vezetést, Reutemann negyediknek esett vissza, Lauda mögé. Lauda kiesése után Alan Jones felzárkózott Williamsével a vezető Ferrarik mögé. Villeneuve egy lekörözésnél ütközött és kiesett, míg Jonesnak az üzemanyag-nyomással akadt probléma és visszaesett Andretti mögé. A futam hátralévő részében nem történt semmilyen jelentős incidens, Reutemann kényelmesen győzött Andretti és Depailler előtt.

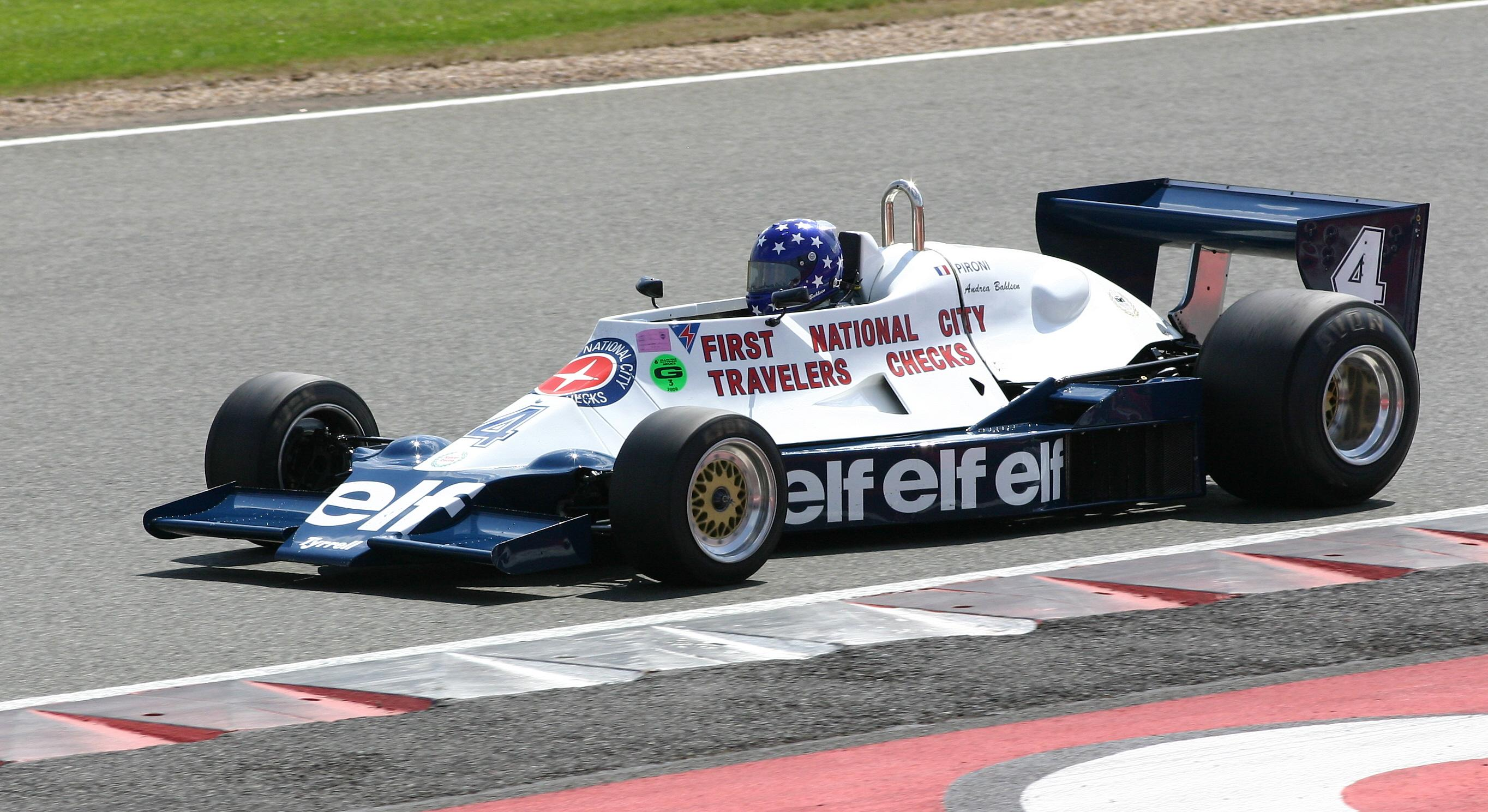
Tyrrell 008

A monacói időmérő edzést Reutemann nyerte a két Brabham-Alfa Romeo: John Watson és Niki Lauda előtt. A rajtnál Watson állt az élre, a második helyre Depailler ért fel. A sikánnál Lauda és Reutemann összeért, Hunt autója is megsérült, így neki és Reutemannak ki kellett állnia a boxba. A 38. körben Watson elhagyta a pályát, és csak Depailler és Lauda mögé ért vissza, a verseny végére a harmadik Scheckter mögé, a negyedik helyre esett vissza. Patrick Depailler 69 futam után első győzelmét ünnepelhette.
A belga nagydíj előtt a Lotus elkészült a 79-es modellel, amelynek versenyképességét Andretti egyből bizonyította is a pole megszerzésével (Reutemann és Lauda előtt). Míg Andretti a rajtot követően megtartotta a vezetést, Reutemann rossz startja miatt hátracsúszott a mezőnyben, ennek hatására Scheckter Laudának ütközött, utóbbi emiatt kiesett. Ennek eredményeképp Villeneuve lett a második, Peterson a harmadik, de egyikük se tudta Andretti tempóját tartani. Az első 40 kör incidens nélkül zajlott le, míg Villeneuve defektet kapott, boxkiállása után az ötödik helyre tért vissza. Néhány körrel később Peterson is kiállt új gumikért, majd megelőzte az elé kerülő Laffite-et és Reutemannt. Laffite az utolsó körben megpróbálni megelőzni Reutemannt, de összeütközött vele és kiesett. Andretti és Peterson révén a Lotus kettős győzelmet aratott, Reutemann lett a harmadik.

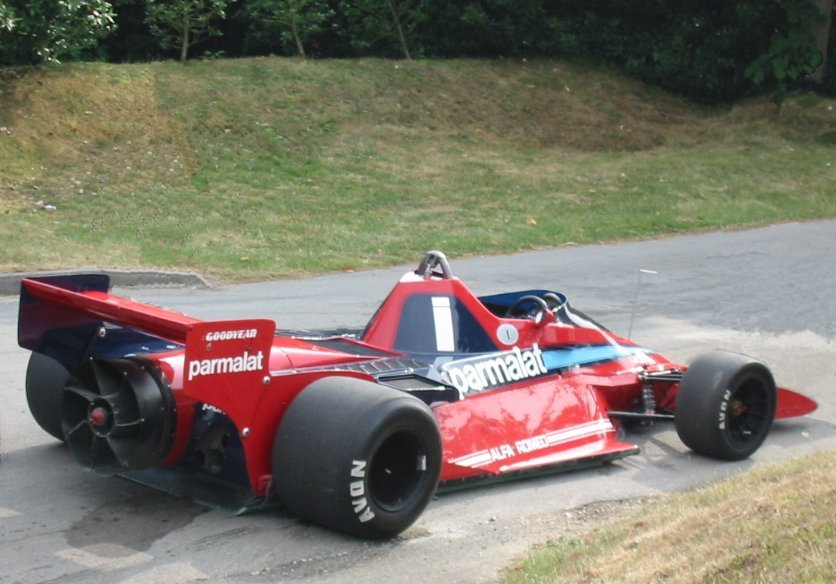
A svéd nagydíj győztes autója: a Brabham BT46B

A spanyol nagydíjon ismét a Lotus dominált, Andretti és Peterson indult az első sorból. A rajt Huntnak sikerült a legjobban, aki átvette a vezetést Andretti és Reutemann előtt, míg Peterson kilencediknek esett vissza. Hunt 7 körig vezetett amikor Andretti megelőzte és hamar leszakította magáról. Reutemann a harmadik helyről állt ki új gumikért, helyezését Watson örökölte, akit később megelőzött Laffite. Ezt követően a felzárkózó Peterson mindkettejüket megelőzte. Huntnak gumiproblémája akadt, emiatt lassulni kezdett, így Peterson a második, Laffite a harmadik helyen ért célba a futamgyőztes Andretti mögött.
A svéd nagydíj előtt a Brabham megépítette a szokatlan BT46B-t, amely egy ventilátor segítségével "kiszívta" az alatta lévő levegőt, vákuumot teremtve ezzel, amelynek segítségével nagyobb kanyarsebességeket lehetett elérni. Ez nagy felháborodást keltett a többi csapat körében, de az FIA engedélyezte a rajthoz állást. Bár ismét Andrettié lett a pole, Watson a második, Lauda a harmadik helyre kvalifikálta magát. A rajtnál Andretti megtartotta a vezetést, Lauda másodiknak, Patrese harmadiknek jött fel az Arrows-zal. Peterson megelőzte az olaszt, de később lassúdefektet kapott. Az élen Andretti féltáv után nem sokkal hibázott, ezt kihasználva Laudáé lett a vezetés. Az osztrák megszerezte első Brabhames győzelmét, míg Andretti motorhiba miatt kiesett, így Patrese és Peterson lett dobogós.
A verseny után a BT46B-t illegálisnak minősítették, a csapatnak a továbbiakban a hagyományos autóval kellett indulni, megtarthatták a futamgyőzelmet.
Franciaországban ennek ellenére Watson révén pole-pozícióból kezdhették a futamot (Andretti indult a második, Lauda a harmadik helyről). Andretti már az első körben átvette a vezetést Watsontól, akit később Lauda és Peterson is megelőzött. Lauda motorhiba miatt kiesett, így a Lotus autói értek célba az első két helyen (Andretti harmadszorra nyert négy verseny alatt). A harmadik helyen Hunt végzett, aki szintén megelőzte Watsont a verseny közepén.

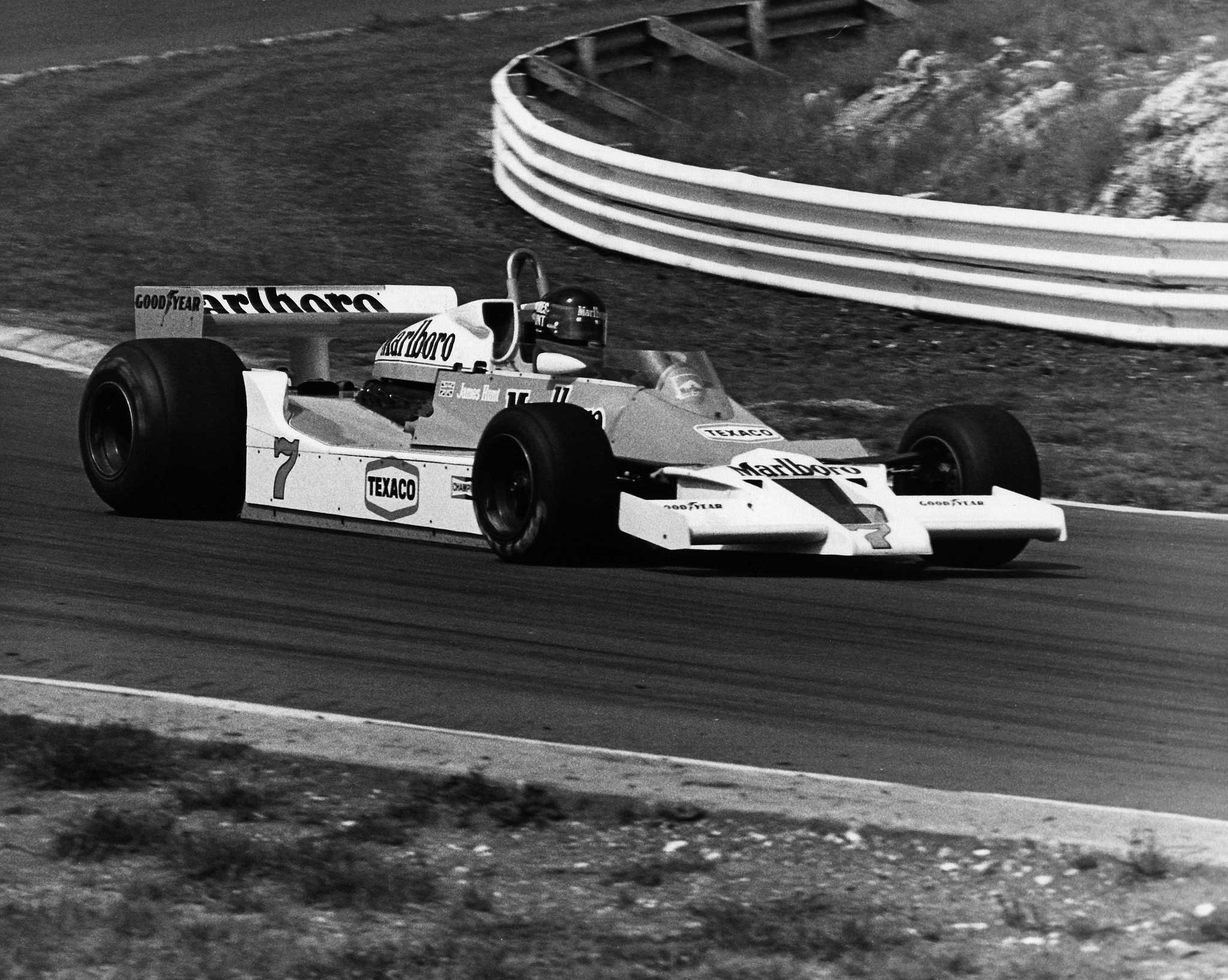
James Hunt a McLarennel

A brit nagydíjon az első rajtkockát ezúttal Peterson szerezte meg csapattársa és Scheckter előtt. Andretti vette át a vezetést a rajtnál, majd a két Lotus elszakadt a mezőnytől, de Peterson motorhiba miatt kiesett. Ezt követően Andretti maradt az élen nagy előnnyel Scheckter előtt, de defektet kapott majd motorhiba miatt kiesett. Az élre így Scheckter került, akit Lauda később megelőzött. A dél-afrikai végül a Tyrrell váltóhibája miatt kiesett. A második helyre így Reutemann került, aki felzárkózott Laudára, majd verseny végén meg is előzte. A versenyt Reutemann nyerte a Ferrarival, Lauda második, Watson harmadik lett.
A német nagydíj időmérő edzésén sem történt meglepetés, Andrettié lett a pole Peterson előtt, Lauda harmadik lett. A rajtnál Peterson jött el jobban, és átvette a vezetést Andrettitől, de csak 4 körig, amikor az amerikai visszavette az első helyet. Lauda Alan Jonesszal harcolt a harmadik helyért, míg az osztrák motorja ismét tönkre nem ment, később Jones is kiesett autója meghibásodása miatt. Bár Peterson váltóhiba miatt kiesett, Andretti újabb győzelmet szerzett a Lotusnak, Scheckter második, Laffite harmadik lett.
Az Österreichringen Lauda hazai közönsége előtt csak a 12. helyet tudta megszerezni, míg az első sor ismét Lotusoké lett, Petersonnal a pole-ban. A kvalifikáció legnagyobb meglepetése Jean-Pierre Jabouille volt, aki a harmadik helyet szerezte meg a turbófeltöltéses Renault-val. A rajtnál Peterson megtartotta első helyét, míg Reutemann megelőzte Andrettit. Az amerikai még az első körben megpróbálta visszaszerezni pozícióját, de összeütköztek. Andretti kiesett, mivel a korlátnak csúszott, míg Reutemann több helyezést veszített. A 4. körben heves eső érte el a pályát, Reutemann kicsúszott (a pályabírók betolták autóját, mivel az veszélyes pozícióban volt), míg Scheckter ütközött, a versenyt megállították. Miután az esőzés alábbhagyott, a versenyt újraindították, ismét Peterson vezetett Depailler és Lauda előtt. Ahogy pálya száradt Peterson egyre nagyobb előnyt szerzett, míg Reutemannt fekete zászlóval kiintették a versenyből, külső segítség igénybevétele miatt. Később Lauda összetörte autóját, így Gilles Villeneuve került a harmadik helyre. A versenyzők slick gumikra váltottak, de az első három sorrendje nem változott már: Peterson győzött Depailler és Villeneuve előtt, aki első dobogós helyezését szerezte.

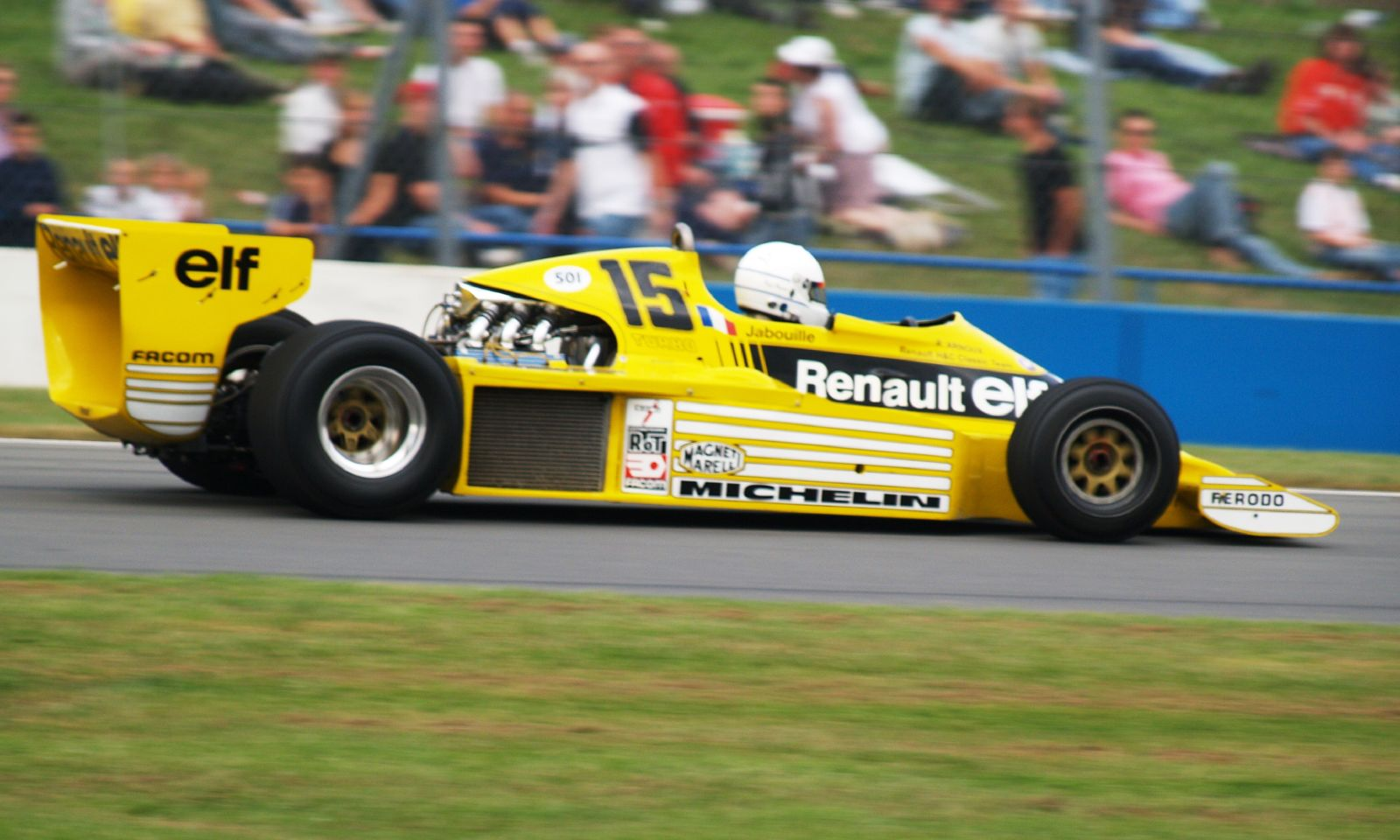
A turbómotoros Renault RS01

A holland nagydíjon ismét a Lotusoké lett az első rajtsor, Andrettié lett a pole Peterson és Lauda előtt. A rajtot követően mindkét Lotus megtartotta helyezését és hamar elszakadtak a mezőnytől. Laffite a verseny elején Laudát üldözte, de később lemaradt rosszul tapadó gumijai miatt. A verseny meglehetősen eseménytelen volt, Andretti és Peterson révén a Lotus kettős győzelmet szerzett, Lauda lett a harmadik.
Monzában a legjobb edzésidőt Andretti érte el Villeneuve és Jabouille előtt. A rajnál az indítóbíró olyan gyorsan váltott zöldre hogy a bemelegítő körből beérkező utolsó versenyzők még sebességben voltak, az élen állók közé rohanó kocsik hatalmas káoszt okoztak. Patrese jobb oldalon kikerülve a mezőnyt el tudott menni, Hunt viszont ütközött Ronnie Petersonnal, a palánkról visszacsapódó kocsiba pedig Vittorio Brambilla rohant bele. Peterson Lotusának lerepült a tanksapkája és a kiömlő benzintől kigyulladt, Hunt és Depailler húzták ki a lángok közül a svéd pilótát. Petersont és Brambillát (akit egy leszakadt kerék talált el, de felépült sérüléséből) kórházba szállították, más versenyző nem sérült meg. A versenyt csak több órával később indították újra, a rajtnál Andretti és Villeneuve túl hamar indult el, így mindketten 1 perc büntetést kaptak a verseny után. Villeneuve vezetett Andretti és Jabouille előtt, de utóbbi Renault turbómotorja tönkrement, Jabouille kiesett. A harmadik hely így Laudáé lett, mögötte Watson harcolt Reutemann-nal és Laffite-tel. Andretti öt körrel a leintés előtt megelőzte Villeneuve-öt, így elsőként ért célba, büntetése miatt azonban csak hatodik lett. Ennek köszönhetően Lauda lett az első, Watson és Reutemann előtt.

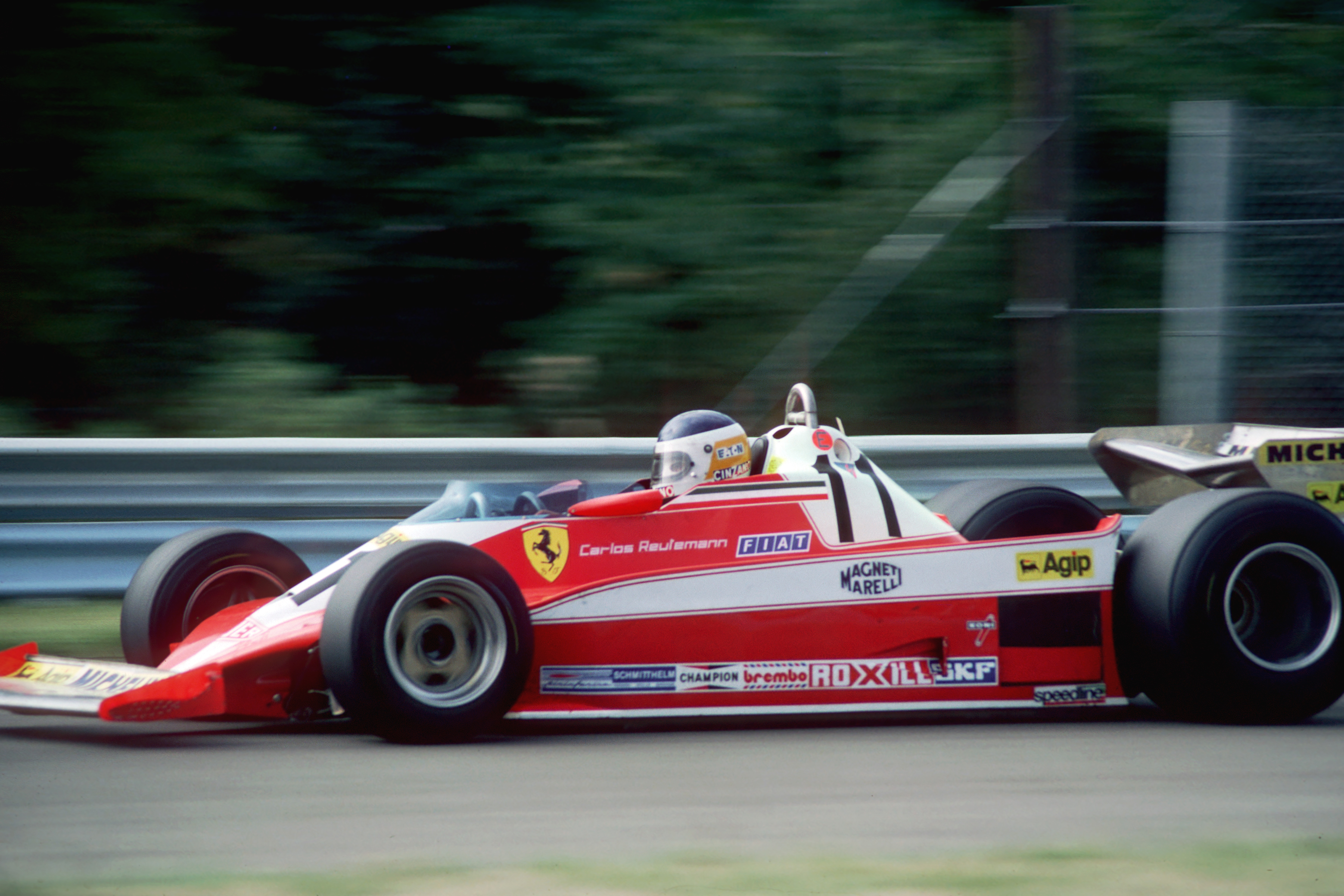
Reutemann Watkins Glenben

Peterson lábait a kórházban megműtötték, ezután elzáródás keletkezett a véráramában, a svéd kómába esett, másnap reggel pedig meghalt zsírembóliában. A balesetért sokáig Patresét okolták a versenyzők, a következő nagydíjon még indulni sem engedték, csak 1983-ban mentették fel polgári perben.
Peterson halálának eredményeképp Andretti világbajnok lett, de az ünneplés elmaradt.
Az utolsó előtti nagydíjon, Watkins Glenben a Lotus Jean-Pierre Jariert igazolta le Peterson pótlására. Csapattársa halála még jobban megrázta Andrettit, mint a többi versenyzőt, ennek ellenére megszerezte a pole-t hazai versenyén, Reutemann és Jones előtt. Andretti a rajtnál megtartotta a vezetést, Reutemann, Villeneuve és Jones előtt. Andretti autója kezelhetőségével és fékproblémával küzdött, emiatt megelőzte Reutemann, Villeneuve, majd Jones is. A versenyt a két Ferrari vezette, de Villeneuve kiesett motorhiba miatt, ahogyan később Andretti és Lauda is. Jarier megelőzte a harmadik helyen haladó Schecktert, de négy körrel a leintés előtt elfogyott az üzemanyaga. Reutemann győzött Jones és Scheckter előtt, Jabouille negyedik helyével pedig megszerezte a Renault első pontjait.
A szezonzáró kanadai nagydíjat új helyszínen, Montrealban rendezték, ahol Jarier szerezte meg a pole-t a Lotusszal Scheckter és Villeneuve előtt. Jarier könnyedén megtartotta pozícióját az első kanyarban, míg Jones a második helyre jött fel remek rajtjának köszönhetően. Míg Jarier egyre nagyobb előnyre tett szert, Jones lassú defektet kapott, így Scheckter a második, Villeneuve a harmadik helyre jött fel, később a kanadai megelőzte Schecktert a második helyért. Jarier dominálta a versenyt, míg ki nem esett olajszivárgás miatt, így Villeneuve megszerezte pályafutása első győzelmét, ráadásul hazai közönsége előtt. Scheckter második, Reutemann harmadik lett.
Mario Andretti 64 ponttal szerezte meg a bajnoki címet, Peterson 51 pontot szerzett haláláig, Reutemann 48 egységet gyűjtött.
A Lotus 86 ponttal a hetedik konstruktőri bajnoki címét szerezte, ami egyben az utolsó is volt a csapat számára. A Ferrari második (58), míg a Brabham a harmadik (53) lett.

## Futamok
| #   | Verseny                 | Dátum          | Pálya                  | Pályarajz | Győztes pilóta    | Győztes csapat     | Összefoglaló |
| --- | ----------------------- | -------------- | ---------------------- | --------- | ----------------- | ------------------ | ------------ |
| 298 | argentin nagydíj        | Január 15.     | Oscar Gálvez           |           | Mario Andretti    | Lotus-Ford         | Összefoglaló |
| 299 | brazil nagydíj          | Január 29.     | Jacarepaguá            |           | Carlos Reutemann  | Ferrari            | Összefoglaló |
| 300 | dél-afrikai nagydíj     | Március 4.     | Kyalami                |           | Ronnie Peterson   | Lotus-Ford         | Összefoglaló |
| 301 | nyugat-amerikai nagydíj | Április 2.     | Long Beach             |           | Carlos Reutemann  | Ferrari            | Összefoglaló |
| 302 | monacói nagydíj         | Május 7.       | Monaco                 |           | Patrick Depailler | Tyrrell-Ford       | Összefoglaló |
| 303 | belga nagydíj           | Május 21.      | Zolder                 |           | Mario Andretti    | Lotus-Ford         | Összefoglaló |
| 304 | spanyol nagydíj         | Június 4.      | Jarama                 |           | Mario Andretti    | Lotus-Ford         | Összefoglaló |
| 305 | svéd nagydíj            | Június 17.     | Scandinavian Raceway   |           | Niki Lauda        | Brabham-Alfa Romeo | Összefoglaló |
| 306 | francia nagydíj         | Július 2.      | Paul Ricard            |           | Mario Andretti    | Lotus-Ford         | Összefoglaló |
| 307 | brit nagydíj            | Július 16.     | Brands Hatch           |           | Carlos Reutemann  | Ferrari            | Összefoglaló |
| 308 | német nagydíj           | Július 30.     | Hockenheimring         |           | Mario Andretti    | Lotus-Ford         | Összefoglaló |
| 309 | osztrák nagydíj         | Augusztus 13.  | Österreichring         |           | Ronnie Peterson   | Lotus-Ford         | Összefoglaló |
| 310 | holland nagydíj         | Augusztus 27.  | Zandvoort              |           | Mario Andretti    | Lotus-Ford         | Összefoglaló |
| 311 | olasz nagydíj           | Szeptember 10. | Monza                  |           | Niki Lauda        | Brabham-Alfa Romeo | Összefoglaló |
| 312 | amerikai nagydíj        | Október 1.     | Watkins Glen           |           | Carlos Reutemann  | Ferrari            | Összefoglaló |
| 313 | kanadai nagydíj         | Október 8.     | Circuit Île Notre-Dame |           | Gilles Villeneuve | Ferrari            | Összefoglaló |

## A bajnokság végeredménye

### Versenyzők
Pontozás:
| Helyezés | 1. | 2. | 3. | 4. | 5. | 6. | 7.-20. |
| -------- | -- | -- | -- | -- | -- | -- | ------ |
| Pont     | 9  | 6  | 4  | 3  | 2  | 1  | 0      |

| Helyezés | Versenyző             | ARG | BRA | RSA | USW | MON | BEL | ESP | SWE | FRA | GBR | GER | AUT | NED | ITA | USA | CAN | Pontszám |
| -------- | --------------------- | --- | --- | --- | --- | --- | --- | --- | --- | --- | --- | --- | --- | --- | --- | --- | --- | -------- |
| 1        | Mario Andretti        | 1   | 4   | 7   | 2   | 11  | 1   | 1   | Ki  | 1   | Ki  | 1   | Ki  | 1   | 6   | Ki  | 10  | 64       |
| 2        | Ronnie Peterson       | 5   | Ki  | 1   | 4   | Ki  | 2   | 2   | 3   | 2   | Ki  | Ki  | 1   | 2   | Ki  |     |     | 51       |
| 3        | Carlos Reutemann      | 7   | 1   | Ki  | 1   | 8   | 3   | Ki  | 10  | 18  | 1   | Ki  | Kiz | 7   | 3   | 1   | 3   | 48       |
| 4        | Niki Lauda            | 2   | 3   | Ki  | Ki  | 2   | Ki  | Ki  | 1   | Ki  | 2   | Ki  | Ki  | 3   | 1   | Ki  | Ki  | 44       |
| 5        | Patrick Depailler     | 3   | Ki  | 2   | 3   | 1   | Ki  | Ki  | Ki  | Ki  | 4   | Ki  | 2   | Ki  | 11  | Ki  | 5   | 34       |
| 6        | John Watson           | Ki  | 8   | 3   | Ki  | 4   | Ki  | 5   | Ki  | 4   | 3   | 7   | 7   | 4   | 2   | Ki  | Ki  | 25       |
| 7        | Jody Scheckter        | 10  | Ki  | Ki  | Ki  | 3   | Ki  | 4   | Ki  | 6   | Ki  | 2   | Ki  | 12  | 12  | 3   | 2   | 24       |
| 8        | Jacques Laffite       | 16  | 9   | 5   | 5   | Ki  | 5   | 3   | 7   | 7   | 10  | 3   | 5   | 8   | 4   | 11  | Ki  | 19       |
| 9        | Gilles Villeneuve     | 8   | Ki  | Ki  | Ki  | Ki  | 4   | 10  | 9   | 12  | Ki  | 8   | 3   | 6   | 7   | Ki  | 1   | 17       |
| 10       | Emerson Fittipaldi    | 9   | 2   | Ki  | 8   | 9   | Ki  | Ki  | 6   | Ki  | Ki  | 4   | 4   | 5   | 8   | 5   | Ki  | 17       |
| 11       | Alan Jones            | Ki  | 11  | 4   | 7   | Ki  | 10  | 8   | Ki  | 5   | Ki  | Ki  | Ki  | Ki  | 13  | 2   | 9   | 11       |
| 12       | Riccardo Patrese      |     | 10  | Ki  | 6   | 6   | Ki  | Ki  | 2   | 8   | Ki  | 9   | Ki  | Ki  | Ki  |     | 4   | 11       |
| 13       | James Hunt            | 4   | Ki  | Ki  | Ki  | Ki  | Ki  | 6   | 8   | 3   | Ki  | Kiz | Ki  | 10  | Ki  | 7   | Ki  | 8        |
| 14       | Patrick Tambay        | 6   | Ki  | Ki  | 12  | 7   |     | Ki  | 4   | 9   | 6   | Ki  | Ki  | 9   | 5   | 6   | 8   | 8        |
| 15       | Didier Pironi         | 14  | 6   | 6   | Ki  | 5   | 6   | 12  | Ki  | 10  | Ki  | 5   | Ki  | Ki  | Ki  | 10  | 7   | 7        |
| 16       | Clay Regazzoni        | 15  | 5   | NK  | 10  | NK  | Ki  | 15  | 5   | Ki  | Ki  | NK  | HN  | NK  | HN  | 14  | NK  | 4        |
| 17       | Jean-Pierre Jabouille |     |     | Ki  | Ki  | 10  | HN  | 13  | Ki  | Ki  | Ki  | Ki  | Ki  | Ki  | Ki  | 4   | 12  | 3        |
| 18       | Hans-Joachim Stuck    | 17  | Ret | NK  | NI  | Ki  | Ki  | Ki  | 11  | 11  | 5   | Ki  | Ki  | Ki  | Ki  | Ki  | Ki  | 2        |
| 19       | Vittorio Brambilla    | 18  | NK  | 12  | Ki  | NK  | 13  | 7   | Ki  | 17  | 9   | Ki  | 6   | Kiz | Ki  |     |     | 1        |
| 20       | Derek Daly            |     |     |     | NeK | NeK | NK  |     |     | NK  | Ki  |     | Kiz | Ki  | 10  | 8   | 6   | 1        |
| 21       | Héctor Rebaque        | NK  | Ki  | 10  | NeK | NeK | NeK | Ki  | 12  | NK  | Ki  | 6   | Ki  | 11  | NK  | Ki  | NK  | 1        |
| 22       | Brett Lunger          | 13  | Ki  | 11  | NK  | NeK | 7   | NK  | NK  | Ki  | 8   | NeK | 8   | Ki  | Ki  | 13  |     | 0        |
| 23       | Bruno Giacomelli      |     |     |     |     |     | 8   |     |     | Ki  | 7   |     |     | Ki  | 14  |     |     | 0        |
| 24       | Jochen Mass           | 11  | 7   | Ki  | Ki  | NK  | 11  | 9   | 13  | 13  | HN  | Ki  | NK  | NK  |     |     |     | 0        |
| 25       | Jean-Pierre Jarier    | 12  | NI  | 8   | 11  | NK  |     |     |     |     |     | NK  |     |     |     | 15  | Ki  | 0        |
| 26       | René Arnoux           |     |     | NK  |     | NeK | 9   |     |     | 14  |     | NeK | 9   | Ki  |     | 9   | Ki  | 0        |
| 27       | Rolf Stommelen        |     |     | 9   | 9   | Ki  | Ki  | 14  | 14  | 15  | NK  | Kiz | NeK | NeK | NeK | 16  | NeK | 0        |
| 28       | Nelson Piquet         |     |     |     |     |     |     |     |     |     |     | Ki  | Ki  | Ki  | 9   |     | 11  | 0        |
| 29       | Keke Rosberg          |     |     | Ki  | NeK | NeK | NK  | NeK | 15  | 16  | Ki  | 10  | HN  | Ki  | NeK | Ki  | HN  | 0        |
| 30       | Rupert Keegan         | Ki  | Ki  | Ki  | NI  | Ki  | NK  | 11  | NK  | Ki  | NK  | NK  | NK  | NI  |     |     |     | 0        |
| 31       | Harald Ertl           |     |     |     |     |     |     |     |     |     |     | 11  | Ki  | NeK | NK  |     |     | 0        |
| 32       | Jacky Ickx            |     |     |     |     | Ki  | 12  | Ki  | NK  |     |     |     |     |     |     |     |     | 0        |
| 33       | Bobby Rahal           |     |     |     |     |     |     |     |     |     |     |     |     |     |     | 12  | Ki  | 0        |
| —        | Arturo Merzario       | Ki  | NK  | Ki  | Ki  | NeK | NeK | NK  | HN  | NK  | Ki  | NK  | NK  | Ki  | Ki  | Ki  | NK  | 0        |
| —        | Lamberto Leoni        | Ki  | Ki  | NK  | NK  |     |     |     |     |     |     |     |     |     |     |     |     | 0        |
| —        | Danny Ongais          | Ki  | Ki  |     | NeK |     |     |     |     |     |     |     |     | NeK |     |     |     | 0        |
| —        | Michael Bleekemolen   |     |     |     |     |     |     |     |     |     |     |     |     | NK  | NK  | Ki  | NeK | 0        |
| —        | Eddie Cheever         | NK  | NK  | Ki  |     |     |     |     |     |     |     |     |     |     |     |     |     | 0        |
| —        | Alberto Colombo       |     |     |     |     |     | NK  | NK  |     |     |     |     |     |     | NeK |     |     | 0        |
| —        | Divina Galica         | NK  | NK  |     |     |     |     |     |     |     |     |     |     |     |     |     |     | 0        |
| —        | Beppe Gabbiani        |     |     |     |     |     |     |     |     |     |     |     |     |     |     | NK  | NK  | 0        |
| —        | Emilio de Villota     |     |     |     |     |     |     | NK  |     |     |     |     |     |     |     |     |     | 0        |
| —        | Geoff Lees            |     |     |     |     |     |     |     |     |     | NK  |     |     |     |     |     |     | 0        |
| —        | Tony Trimmer          |     |     |     |     |     |     |     |     |     | NK  |     |     |     |     |     |     | 0        |
| —        | Hans Binder           |     |     |     |     |     |     |     |     |     |     |     | NK  |     |     |     |     | 0        |
| —        | Gimax                 |     |     |     |     |     |     |     |     |     |     |     |     |     | NK  |     |     | 0        |
| Helyezés | Versenyző             | ARG | BRA | RSA | USW | MON | BEL | ESP | SWE | FRA | GBR | GER | AUT | NED | ITA | USA | CAN | Pontszám |

### Konstruktőrök
| Helyezés | Gyártó             | Modell        | Motor                 | Gumi | Győzelmek | Dobogó | Első rajthelyek | Leggyorsabb kör | Pont |
| -------- | ------------------ | ------------- | --------------------- | ---- | --------- | ------ | --------------- | --------------- | ---- |
| 1        | Lotus-Ford         | 78 79         | Ford Cosworth DFV     | G    | 8         | 14     | 12              | 7               | 86   |
| 2        | Ferrari            | 312T2 312T3   | Ferrari 015           | M    | 5         | 9      | 2               | 3               | 58   |
| 3        | Brabham-Alfa Romeo | BT46/B/C      | Alfa Romeo 115-12     | G    | 2         | 10     | 2               | 4               | 53   |
| 4        | Tyrrell-Ford       | 008           | Ford Cosworth DFV     | G    | 1         | 5      | 0               | 0               | 38   |
| 5        | Wolf-Ford          | WR1-4 WR5-6   | Ford Cosworth DFV     | G    | 0         | 4      | 0               | 0               | 24   |
| 6        | Ligier-Matra       | JS7 JS7/9 JS9 | Matra MS76 Matra MS78 | G    | 0         | 2      | 0               | 0               | 19   |
| 7        | Fittipaldi-Ford    | FSA           | Ford Cosworth DFV     | G    | 0         | 1      | 0               | 0               | 17   |
| 8        | McLaren-Ford       | M26           | Ford Cosworth DFV     | G    | 0         | 1      | 0               | 0               | 15   |
| 9        | Williams-Ford      | FW06          | Ford Cosworth DFV     | G    | 0         | 1      | 0               | 2               | 11   |
| 10       | Arrows-Ford        | FA1 A1        | Ford Cosworth DFV     | G    | 0         | 1      | 0               | 0               | 11   |
| 11       | Shadow-Ford        | DN8 DN9       | Ford Cosworth DFV     | G    | 0         | 0      | 0               | 0               | 6    |
| 12       | Renault            | RS01          | Renault-Gordini EF1   | M    | 0         | 0      | 0               | 0               | 3    |
| 13       | Surtees-Ford       | TS19 TS20     | Ford Cosworth DFV     | G    | 0         | 0      | 0               | 0               | 1    |
| 14       | Ensign-Ford        | N177          | Ford Cosworth DFV     | G    | 0         | 0      | 0               | 0               | 1    |
| -        | Martini-Ford       | MK23          | Ford Cosworth DFV     | G    | 0         | 0      | 0               | 0               | 0    |
| -        | Hesketh-Ford       | 308E          | Ford Cosworth DFV     | B    | 0         | 0      | 0               | 0               | 0    |
| -        | ATS-Ford           | HS1 D1        | Ford Cosworth DFV     | G    | 0         | 0      | 0               | 0               | 0    |
| -        | Theodore-Ford      | TR1           | Ford Cosworth DFV     | G    | 0         | 0      | 0               | 0               | 0    |
| -        | Merzario-Ford      | A1            | Ford Cosworth DFV     | G    | 0         | 0      | 0               | 0               | 0    |